# ماه‌فروزمحله سفلی
ماه‌فروزمحله سفلی، روستایی است از توابع بخش رودپی شهرستان ساری در استان مازندران ایران.

## جمعیت
این روستا در دهستان رودپی شرقی قرار داشته و براساس آخرین سرشماری مرکز آمار ایران که در سال ۱۳۹۰ صورت گرفته، جمعیت آن ۱۴۰۰نفر (۳۲۰خانوار) بوده‌است.